# Христоріздвяна церква (Вергуни)

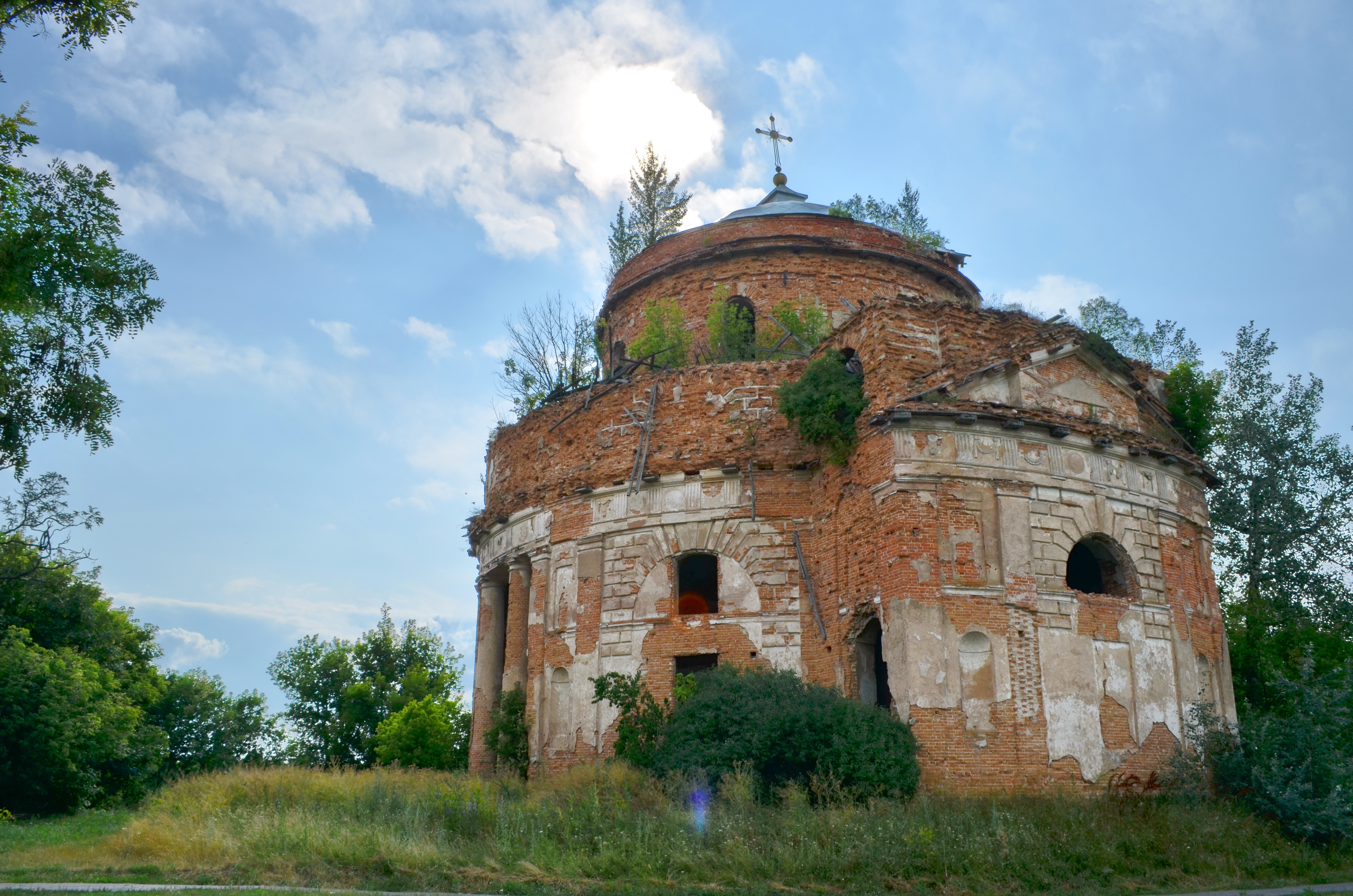
Загальний вигляд

Усередині

Христоріздвяна церква — цегляна церква в селі Вергуни, Хорольський район, Полтавська область. Пам'ятка архітектури національного значення, охоронний № 596.

## Опис
У завершеному вигляді храм являв чудовий зразок культової будівлі, зведеної в стилі російського ампіру. Це була цегляна, оштукатурена, кругла в плані однобанна споруда, західний фасад якої прикрашали дві башти, що слугували дзвіницями. У композиційно-плановому вирішенні споруди використана схема храму-ротонди. План будівлі – коло, в межах якого два кільця стін і колон. Простір між двома кільцями стін займають зовнішні та внутрішні лоджії й ніші та невеликі приміщення біля вівтаря, розміщеного у напівкруглій апсиді, стіни якої по зовнішньому периметру мають форму прямокутника. Товщина стін будівлі становить 1,5 м. Радіус зовнішнього контуру – 13,1 м, внутрішнього приміщення – 7,4 м. З двох сторін зовнішнє коло має прямокутні виступи: зі сходу – вівтарний, із заходу – вхідний, оформлений двома квадратними у плані баштами та глибокою лоджією, розміщеною між ними. Фасадна лінія підкреслюється двома колонами тосканського ордеру. Останнім відповідають колони напівкруглих бічних північної і південної лоджій та пілястри стін.
Храм також мав усипальню, в якій знаходилися поховання родини Базилевичів, однак жодних відомостей про її облаштування не виявлено.

### Цікаві факти
Після затвердження ескізного проекту та кошторису релігійній громаді з метою збору додаткових коштів була запропонована така схема: в залежності від суми, внесеної конкретним жертводавцем, його портретне зображення розміщувалося серед ангелів, пророків, святих та ін. – чим більша сума, тим вищий чин. При цьому кожному гарантувався оригінал портрета, зображення з якого переносилося на стіну храму. На поч. 1980-х у селі ще зберігалися кілька портретних зображень, виконаних на картоні олійними фарбами, що свого часу були використані як ескізи майбутніх розписів церкви.

## З історії храму
Будувалася церква за кошти місцевого поміщика Івана Базилевського.
16.09.1801 відбулося освячення новозбудованого храму.
Кожні 3–5 років проводився ремонт споруди, останній відбувся 1914.
У 1911 стіни і склепіння внутрішнього об'єму були розписані студентами С.-Петербурзької АМ.
У 1723 при церкві діяла школа, у якій викладав дяк Данило Дорош.
У 1895 при церкві діяло земське училище.
У 1902 діяла церковна бібліотека.
У 1912 діяла жіноча церковнопарафіяльна школа.
У своєму первісному вигляді храм проіснував до 1936, коли було знято дзвони і демонтовано завершення двох дзвіниць, а саму споруду пристосовано під складське приміщення місцевого колгоспу.
Після 1945 споруду використовували як зерносховище, а усипальню – для зберігання насіннєвого фонду картоплі.
Поряд з цим, вказаний пам’ятник архітектури не перебуває у власності держави і взагалі немає ніякого власника, багато років руйнується та потребує невідкладної реставрації.
В червні 2019 року прокуратура подала до суду позовну заяву в інтересах держави про визнання церкви безхазяйним майном та передачу її у власність територіальної громади села Вергуни в особі Клепачівської сільської ради Хорольського району для забезпечення подальшого збереження пам'ятки архітектури національного значення.

## Сучасність
У новітній час релігійна громада відновила свою діяльність як громада УПЦ КП. Зареєстрована органами державної влади 24.04.2000 за № 173. Богослужіння проводяться у культовій споруді.